# WTS Solna Wieliczka
WTS Solna Wieliczka – polska kobieca drużyna siatkarska z Wieliczki występująca w I lidze.

## Historia
WTS SOLNA Wieliczka to kontynuator klubu seniorskiej siatkówki kobiet MKS MOS Wieliczka istniejącego od 1991 roku. Klub awansował do II ligi w 2011 roku, od sezonu 2016/2017 występuje w I lidze. Seniorski zespół występował pod nazwami: MKS MOS Wieliczka, Powiatowy Park Rozwoju i Kampus Wielicki. Zawodniczki klubu w 2013 r. zajmowały 6., zaś w 2014 r. 5. miejsce w Mistrzostwach Polski Juniorek.

## Sukcesy klubowe
I liga:
- 3 miejsce – 2018

## Kadra zespołu 2018/2019
- Trener : Ryszard Litwin
- Asystent trenera: Marcin Nowakowski
- Fizjoterapeuta: Kinga Siwiaszczyk

| Nr | Imię i nazwisko    | Data ur. | Wzrost | Pozycja      |
| -- | ------------------ | -------- | ------ | ------------ |
|    | Angelika Wystel    |          |        | przyjmująca  |
|    | Magdalena Grabka   |          |        | przyjmująca  |
|    | Klaudia Wesół      |          |        | przyjmująca  |
|    | Daria Bąkowska     |          |        | libero       |
|    | Magdalena Lewińska |          |        | libero       |
|    | Karolina Sowisz    |          |        | środkowa     |
|    | Judyta Gawlak      |          |        | środkowa     |
|    | Julia Skowron      |          |        | środkowa     |
|    | Aleksandra Buczek  |          |        | rozgrywająca |
|    | Karolina Szczygieł |          |        | rozgrywająca |
|    | Patrycja Ząbek     |          |        | atakująca    |
|    | Izabela Wisz       |          |        | atakująca    |